# EPrix de Valence 2021

L'ePrix de Valence 2021, disputé les 24 et 25 avril 2021 sur le circuit Ricardo Tormo, sont les 74e et 75e manches de l'histoire de la Formule E. Il s'agit de la première et de la deuxième édition de l'ePrix de Valence comptant pour le championnat de Formule E et les cinquième et sixième manche du championnat du monde 2020-2021.

## Première manche
GP précédent GP suivant

### Essais Libres

#### Première séance
Temps réalisés par les six premiers de la première séance d'essais libres
| Pos. | Pilote                 | Voiture                    | Chorno         | Écart     |
| ---- | ---------------------- | -------------------------- | -------------- | --------- |
| 1    | António Félix da Costa | DS Techeetah               | 1 min 27 s 238 |           |
| 2    | Maximilian Günther     | BMW i Andretti Motorsport  | 1 min 27 s 425 | + 0 s 187 |
| 3    | Oliver Rowland         | Nissan eDams               | 1 min 27 s 460 | + 0 s 222 |
| 4    | Jean-Éric Vergne       | DS Techeetah               | 1 min 27 s 475 | + 0 s 237 |
| 5    | Stoffel Vandoorne      | Mercedes EQ Formula E Team | 1 min 27 s 525 | + 0 s 287 |
| 6    | Edoardo Mortara        | ROKiT Venturi-Mercedes     | 1 min 27 s 539 | + 0 s 301 |

#### Deuxième séance
Temps réalisés par les six premiers de la deuxième séance d'essais libres
| Pos. | Pilote                 | Voiture                   | Chorno         | Écart     |
| ---- | ---------------------- | ------------------------- | -------------- | --------- |
| 1    | Maximilian Günther     | BMW i Andretti Motorsport | 1 min 26 s 958 |           |
| 2    | Alex Lynn              | Mahindra                  | 1 min 26 s 970 | + 0 s 012 |
| 3    | Nyck de Vries          | Mercedes                  | 1 min 26 s 989 | + 0 s 031 |
| 4    | António Félix da Costa | DS Techeetah              | 1 min 27 s 041 | + 0 s 083 |
| 5    | Oliver Rowland         | Nissan eDams              | 1 min 27 s 064 | + 0 s 106 |
| 6    | René Rast              | Audi                      | 1 min 27 s 107 | + 0 s 149 |

### Qualifications
Résultats des qualifications de la première manche,
| Pos. | Pilote                 | Écurie                    | Groupe de qualification | Super Pole     | Grille |
| ---- | ---------------------- | ------------------------- | ----------------------- | -------------- | ------ |
| 1    | Stoffel Vandoorne      | Mercedes                  | 1 min 26 s 839          | 1 min 26 s 494 | 24     |
| 2    | António Félix da Costa | DS Techeetah              | 1 min 26 s 870          | 1 min 26 s 522 | 1      |
| 3    | Nyck de Vries          | Mercedes                  | 1 min 26 s 914          | 1 min 26 s 730 | 7      |
| 4    | Maximilian Günther     | BMW i Andretti Motorsport | 1 min 26 s 868          | 1 min 26 s 943 | 2      |
| 5    | Alex Lynn              | Mahindra                  | 1 min 26 s 799          | 1 min 27 s 022 | 3      |
| 6    | Sébastien Buemi        | Nissan eDams              | 1 min 26 s 876          | 1 min 27 s 053 | 4      |
| 7    | André Lotterer         | Porsche                   | 1 min 26 s 933          |                | 5      |
| 8    | Norman Nato            | ROKiT Venturi-Mercedes    | 1 min 26 s 979          |                | 6      |
| 9    | Oliver Rowland         | Nissan eDams              | 1 min 27 s 002          |                | 8      |
| 10   | Pascal Wehrlein        | Porsche                   | 1 min 27 s 008          |                | 9      |
| 11   | Nick Cassidy           | Virgin-Audi               | 1 min 27 s 072          |                | 10     |
| 12   | Alexander Sims         | Mahindra                  | 1 min 27 s 109          |                | 11     |
| 13   | Jean-Éric Vergne       | DS Techeetah              | 1 min 27 s 157          |                | 12     |
| 14   | Jake Dennis            | BMW i Andretti Motorsport | 1 min 27 s 177          |                | 13     |
| 15   | René Rast              | Audi                      | 1 min 27 s 290          |                | 14     |
| 16   | Robin Frijns           | Virgin-Audi               | 1 min 27 s 317          |                | 15     |
| 17   | Edoardo Mortara        | ROKiT Venturi-Mercedes    | 1 min 27 s 338          |                | 16     |
| 18   | Mitch Evans            | Jaguar                    | 1 min 27 s 442          |                | 17     |
| 19   | Sérgio Sette Câmara    | Dragon-Penske             | 1 min 27 s 456          |                | 18     |
| 20   | Tom Blomqvist          | NIO 333                   | 1 min 27 s 481          |                | 19     |
| 21   | Sam Bird               | Jaguar                    | 1 min 27 s 619          |                | 20     |
| 22   | Lucas di Grassi        | Audi                      | 1 min 27 s 634          |                | 21     |
| 23   | Nico Muller            | Dragon-Penske             | 1 min 27 s 644          |                | 22     |
| 24   | Oliver Turvey          | NIO 333                   | 1 min 28 s 524          |                | 23     |

### Course

#### Classement
| Pos. | no | Pilote                 | Écurie                    | Tours | Temps/Abandon                | Grille | Points |
| ---- | -- | ---------------------- | ------------------------- | ----- | ---------------------------- | ------ | ------ |
| 1    | 17 | Nyck de Vries          | Mercedes                  | 24    | 48 min 20 s 547              | 7      | 25     |
| 2    | 6  | Nico Muller            | Dragon-Penske             | 24    | + 13 s 128                   | 22     | 18     |
| 3    | 5  | Stoffel Vandoorne      | Mercedes                  | 24    | + 34 s 886                   | 24     | 15     |
| 4    | 37 | Nick Cassidy           | Virgin-Audi               | 24    | + 36 s 903                   | 10     | 12     |
| 5    | 33 | René Rast              | Audi                      | 24    | + 51 s 650                   | 14     | 10     |
| 6    | 4  | Robin Frijns           | Virgin-Audi               | 24    | + 52 s 985                   | 15     | 9      |
| 7    | 11 | Lucas di Grassi        | Audi                      | 24    | + 2 min 41 s 946             | 21     | 6      |
| 8    | 8  | Jake Dennis            | BMW i Andretti Motorsport | 24    | + 3 min 07 s 061             | 13     | 4      |
| 9    | 25 | Jean-Éric Vergne       | DS Techeetah              | 24    | + 4 min 19 s 582             | 12     | 2      |
| Abd. | 27 | Oliver Turvey          | NIO 333                   | 24    | Manque d'énergie             | 23     |        |
| Abd. | 88 | Tom Blomqvist          | NIO 333                   | 24    | Manque d'énergie             | 19     |        |
| Abd. | 71 | Norman Nato            | ROKiT Venturi-Mercedes    | 23    | Manque d'énergie             | 6      |        |
| Abd. | 48 | Edoardo Mortara        | ROKiT Venturi-Mercedes    | 20    | Accrochage avec Lotterer     | 16     |        |
| Abd. | 99 | Pascal Wehrlein        | Porsche                   | 19    | Abandon                      | 9      |        |
| Abd. | 36 | André Lotterer         | Porsche                   | 19    | Abandon                      | 5      |        |
| Abd. | 20 | Mitch Evans            | Jaguar                    | 15    | Accrochage avec Sette Câmara | 17     |        |
| Abd. | 7  | Sérgio Sette Câmara    | Dragon-Penske             | 14    | Accrochage avec Evans        | 18     |        |
| Abd. | 28 | Maximilian Günther     | BMW i Andretti Motorsport | 10    | Accident                     | 2      |        |
| Abd. | 23 | Sébastien Buemi        | Nissan eDams              | 1     | Accrochage avec Lotterer     | 4      |        |
| Dsq. | 22 | Oliver Rowland         | Nissan eDams              | 24    | Sur-utilisation d'énergie    | 8      |        |
| Dsq. | 29 | Alexander Sims         | Mahindra                  | 24    | Sur-utilisation d'énergie    | 11     |        |
| Dsq. | 13 | António Félix da Costa | DS Techeetah              | 24    | Sur-utilisation d'énergie    | 1      | 3      |
| Dsq. | 94 | Alex Lynn              | Mahindra                  | 24    | Sur-utilisation d'énergie    | 3      | 1      |
| Dsq. | 10 | Sam Bird               | Jaguar                    | 24    | Sur-utilisation d'énergie    | 20     |        |

António Félix da Costa, Stoffel Vandoorne, Sam Bird, Nick Cassidy et Lucas di Grassi ont été désignés par un vote en ligne pour obtenir le fanboost, qui leur permet de bénéficier de 25 kW supplémentaires pendant cinq secondes lors de la deuxième moitié de la course.

#### Pole Position et record du tour
La pole position et le meilleur tour en course rapportent respectivement 3 points et 1 point.
- Pole Position:  António Félix da Costa (DS Techeetah) en 1 min 26 s 522
- Meilleur tour en course:  Robin Frijns (Virgin-Audi) en 1 min 39 s 611

#### Tours en tête
- António Félix da Costa (DS Techeetah) 23 tours (1-23)
- Nyck de Vries (Mercedes EQ Formula E Team) 1 tour (24)

## Deuxième Manche
GP précédent GP suivant

### Essais Libres
Temps réalisés par les six premiers de la séance d'essais libres
| Pos. | Pilote              | Voiture                | Chorno         | Écart     |
| ---- | ------------------- | ---------------------- | -------------- | --------- |
| 1    | André Lotterer      | Porsche                | 1 min 35 s 269 |           |
| 2    | Pascal Wehrlein     | Porsche                | 1 min 35 s 301 | + 0 s 032 |
| 3    | Sam Bird            | Jaguar                 | 1 min 35 s 673 | + 0 s 404 |
| 4    | Nick Cassidy        | Virgin-Audi            | 1 min 35 s 685 | + 0 s 416 |
| 5    | Sérgio Sette Câmara | Dragon-Penske          | 1 min 35 s 773 | + 0 s 504 |
| 6    | Norman Nato         | ROKiT Venturi-Mercedes | 1 min 35 s 791 | + 0 s 522 |

### Qualifications
Résultats des qualifications de la deuxième manche,,
| Pos. | Pilote                 | Écurie                    | Groupe de qualification | Super Pole     | Grille |
| ---- | ---------------------- | ------------------------- | ----------------------- | -------------- | ------ |
| 1    | Jake Dennis            | BMW i Andretti Motorsport | 1 min 31 s 855          | 1 min 28 s 548 | 1      |
| 2    | André Lotterer         | Porsche                   | 1 min 31 s 958          | 1 min 29 s 411 | 5      |
| 3    | Alex Lynn              | Mahindra                  | 1 min 32 s 585          | 1 min 29 s 737 | 2      |
| 4    | Tom Blomqvist          | NIO 333                   | 1 min 32 s 727          | 1 min 30 s 202 | 3      |
| 5    | Oliver Turvey          | NIO 333                   | 1 min 32 s 950          | 1 min 30 s 403 | 4      |
| 6    | Norman Nato            | ROKiT Venturi-Mercedes    | 1 min 33 s 155          | 1 min 30 s 489 | 6      |
| 7    | Jean-Éric Vergne       | DS Techeetah              | 1 min 33 s 198          |                | 7      |
| 8    | Oliver Rowland         | Nissan eDams              | 1 min 33 s 336          |                | 8      |
| 9    | Sébastien Buemi        | Nissan eDams              | 1 min 33 s 390          |                | 9      |
| 10   | Sérgio Sette Câmara    | Dragon-Penske             | 1 min 33 s 452          |                | 10     |
| 11   | Alexander Sims         | Mahindra                  | 1 min 33 s 479          |                | 11     |
| 12   | António Félix da Costa | DS Techeetah              | 1 min 33 s 604          |                | 12     |
| 13   | Pascal Wehrlein        | Porsche                   | 1 min 33 s 745          |                | 13     |
| 14   | René Rast              | Audi                      | 1 min 33 s 745          |                | 14     |
| 15   | Edoardo Mortara        | ROKiT Venturi-Mercedes    | 1 min 33 s 898          |                | 15     |
| 16   | Mitch Evans            | Jaguar                    | 1 min 34 s 115          |                | 19     |
| 17   | Robin Frijns           | Virgin-Audi               | 1 min 34 s 166          |                | 16     |
| 18   | Stoffel Vandoorne      | Mercedes                  | 1 min 34 s 416          |                | 17     |
| 19   | Nyck de Vries          | Mercedes                  | 1 min 34 s 419          |                | 18     |
| 20   | Sam Bird               | Jaguar                    | 1 min 34 s 480          |                | 20     |
| 21   | Nico Muller            | Dragon-Penske             | 1 min 34 s 588          |                | 21     |
| 22   | Lucas di Grassi        | Audi                      | 1 min 34 s 610          |                | 22     |
| 23   | Nick Cassidy           | Virgin-Audi               | 1 min 37 s 838          |                | 23     |
| 24   | Maximilian Günther     | BMW i Andretti Motorsport | 1 min 41 s 980          |                | 24     |

### Course

#### Classement
Classement de la deuxième course
| Pos. | no | Pilote                 | Écurie                    | Tours | Temps/Abandon    | Grille | Points |
| ---- | -- | ---------------------- | ------------------------- | ----- | ---------------- | ------ | ------ |
| 1    | 27 | Jake Dennis            | BMW i Andretti Motorsport | 30    | 46 min 32 s 002  | 1      | 29     |
| 2    | 36 | André Lotterer         | Porsche                   | 30    | + 1 s 483        | 5      | 18     |
| 3    | 94 | Alex Lynn              | Mahindra                  | 30    | + 2 s 428        | 2      | 16     |
| 4    | 22 | Oliver Rowland         | Nissan eDams              | 30    | + 2 s 870        | 8      | 12     |
| 5    | 71 | Norman Nato            | ROKiT Venturi-Mercedes    | 30    | + 5 s 811        | 6      | 10     |
| 6    | 33 | René Rast              | Audi                      | 30    | + 8 s 122        | 14     | 8      |
| 7    | 25 | Jean-Éric Vergne       | DS Techeetah              | 30    | + 8 s 782        | 7      | 6      |
| 8    | 8  | Oliver Turvey          | NIO 333                   | 30    | + 11 s 292       | 4      | 4      |
| 9    | 48 | Edoardo Mortara        | ROKiT Venturi-Mercedes    | 30    | + 12 s 014       | 15     | 2      |
| 10   | 11 | Lucas di Grassi        | Audi                      | 30    | + 12 s 405       | 22     | 1      |
| 11   | 23 | Sébastien Buemi        | Nissan eDams              | 30    | + 13 s 295       | 9      |        |
| 12   | 28 | Maximilian Günther     | BMW i Andretti Motorsport | 30    | + 13 s 594       | 24     |        |
| 13   | 37 | Nick Cassidy           | Virgin-Audi               | 30    | + 14 s 329       | 23     |        |
| 14   | 10 | Sam Bird               | Jaguar                    | 30    | + 15 s 151       | 20     |        |
| 15   | 20 | Mitch Evans            | Jaguar                    | 30    | + 17 s 213       | 19     |        |
| 16   | 17 | Nyck de Vries          | Mercedes                  | 30    | + 18 s 444       | 18     |        |
| 17   | 88 | Tom Blomqvist          | NIO 333                   | 30    | + 18 s 885       | 3      |        |
| 18   | 99 | Pascal Wehrlein        | Porsche                   | 30    | + 19 s 274       | 13     |        |
| 19   | 4  | Robin Frijns           | Virgin-Audi               | 30    | + 19 s 756       | 16     |        |
| 20   | 6  | Nico Muller            | Dragon-Penske             | 30    | + 21 s 069       | 21     |        |
| 21   | 7  | Sérgio Sette Câmara    | Dragon-Penske             | 30    | + 32 s 079       | 10     |        |
| 22   | 13 | António Félix da Costa | DS Techeetah              | 30    | + 59 s 698       | 12     |        |
| 23   | 29 | Alexander Sims         | Mahindra                  | 30    | + 1 min 04 s 277 | 11     |        |
| Abd. | 5  | Stoffel Vandoorne      | Mercedes                  | 20    | Abandon          | 17     |        |

António Félix da Costa, Stoffel Vandoorne, Nyck de Vries, Nick Cassidy et Lucas di Grassi ont été désignés par un vote en ligne pour obtenir le fanboost, qui leur permet de bénéficier de 25 kW supplémentaires pendant cinq secondes lors de la deuxième moitié de la course.

#### Pole Position et record du tour
La pole position et le meilleur tour en course rapportent respectivement 3 points et 1 point.
- Pole Position :  Jake Dennis (BMW i Andretti Motorsport) en 1 min 28 s 548
- Meilleur tour en course :  Alexander Sims (Mahindra) en 1 min 30 s 081

#### Tours en tête
- Jake Dennis (BMW i Andretti Motorsport) 30 tours (1-30)

### Classement généraux à l'issue de l'ePrix de Valence
| Pos. | Pilote                 | Points |
| ---- | ---------------------- | ------ |
| 1    | Nyck de Vries          | 57     |
| 2    | Stoffel Vandoorne      | 48     |
| 3    | Sam Bird               | 43     |
| 4    | Robin Frijns           | 43     |
| 5    | Mitch Evans            | 39     |
| 6    | René Rast              | 39     |
| 7    | Jean-Éric Vergne       | 33     |
| 8    | Jake Dennis            | 33     |
| 9    | Edoardo Mortara        | 32     |
| 10   | Pascal Wehrlein        | 32     |
| 11   | Nico Muller            | 30     |
| 12   | Oliver Rowland         | 27     |
| 13   | Alex Lynn              | 25     |
| 14   | Alexander Sims         | 24     |
| 15   | António Félix da Costa | 24     |
| 16   | André Lotterer         | 18     |
| 17   | Nick Cassidy           | 15     |
| 18   | Oliver Turvey          | 13     |
| 19   | Lucas di Grassi        | 13     |
| 20   | Sérgio Sette Câmara    | 12     |
| 21   | Maximilian Günther     | 12     |
| 22   | Sébastien Buemi        | 11     |
| 23   | Norman Nato            | 11     |
| 24   | Tom Blomqvist          | 5      |

| Pos. | Écurie                    | Points |
| ---- | ------------------------- | ------ |
| 1    | Mercedes                  | 105    |
| 2    | Jaguar                    | 82     |
| 3    | Virgin-Audi               | 58     |
| 4    | DS Techeetah              | 57     |
| 5    | Audi                      | 52     |
| 6    | Porsche                   | 50     |
| 7    | Mahindra                  | 49     |
| 8    | BMW i Andretti Motorsport | 45     |
| 9    | ROKiT Venturi-Mercedes    | 43     |
| 10   | Dragon-Penske             | 42     |
| 11   | Nissan eDams              | 38     |
| 12   | NIO 333                   | 18     |